# Eucrate sulcatifrons
Eucrate sulcatifrons är en kräftdjursart som först beskrevs av William Stimpson 1858.  Eucrate sulcatifrons ingår i släktet Eucrate och familjen Goneplacidae. Inga underarter finns listade i Catalogue of Life.